# Horvát női kézilabda-válogatott
A horvát női kézilabda-válogatott Horvátország nemzeti csapata, amelyet a Horvát Kézilabda-szövetség irányít. A legjobb helyezésük világbajnokságon egy hatodik helyezés, Európa-bajnokságon pedig egy harmadik helyezés. Nyári olimpián még nem vettek részt.

## Részvételei

### Nyári olimpiai játékok
- 2012: 7. hely

### Világbajnokság
- 1957–1990 : Jugoszlávia része volt.
- 1993: Nem jutott ki
- 1995: 10. hely
- 1997: 6. hely
- 1999: Nem jutott ki
- 2001: Nem jutott ki
- 2003: 14. hely
- 2005: 11. hely
- 2007: 9. hely
- 2009: Nem jutott ki
- 2011: 7. hely
- 2013: Nem jutott ki
- 2015: Nem jutott ki
- 2017: Nem jutott ki
- 2019: Nem jutott ki
- 2021: 18. hely
- 2023: 14. hely

### Európa-bajnokság
- 1994 : 5. hely
- 1996 : 6. hely
- 1998 : Nem jutott ki
- 2000 : Nem jutott ki
- 2002 : Nem jutott ki
- 2004 : 13. hely
- 2006 : 7. hely
- 2008 : 6. hely
- 2010 : 9. hely
- 2012 : 13. hely
- 2014 : 13. hely
- 2016 : 16. hely
- 2018 : 16. hely
- 2020 :  Bronz
- 2022 : 10. hely
- 2024 : 19. hely

## A2024-es Európa-bajnokságranevezett keret
| #  | név                  | poszt      | születési hely | jelenlegi klubja       |
| -- | -------------------- | ---------- | -------------- | ---------------------- |
| 1  | Lucija Bešen         | kapus      | Zágráb         | RK Podravka Koprivnica |
| 2  | Nikolina Zadravec    | jobbszélső | Csáktornya     | RK Podravka Koprivnica |
| 3  | Paula Posavec        | balszélső  | Csáktornya     | ŽRK Zrinski Čakovec    |
| 4  | Tina Barišić         | balátlövő  | Knin           | RK Podravka Koprivnica |
| 5  | Iva Zrilić           | irányító   | Fiume          | HC Lokomotiva Zagreb   |
| 6  | Sara Šenvald         | beálló     | Koprivnica     | RK Podravka Koprivnica |
| 8  | Stela Posavec        | irányító   | Csáktornya     | MKS Lublin             |
| 10 | Dejana Milosavljević | irányító   | Pozsega        | HC Dunărea Brăila      |
| 12 | Ivana Kapitanović    | kapus      | Split          |                        |
| 17 | Katarina Ježić       | beálló (c) | Fiume          | HC Dunărea Brăila      |
| 23 | Katarina Pavlović    | jobbátlövő | Ljubuški       | CS Minaur Baia Mare    |
| 26 | Mia Brkić            | beálló     | Zágráb         | RK Podravka Koprivnica |
| 35 | Josipa Mamić         | balszélső  | Zágráb         | RK Podravka Koprivnica |
| 38 | Katja Vuković        | balszélső  | Zágráb         | RK Podravka Koprivnica |
| 40 | Tena Petika          | balátlövő  | Zágráb         | OGC Nice               |
| 43 | Klara Birtić         | jobbátlövő | Slavonski Brod | RK Podravka Koprivnica |
| 45 | Iva Bule             | irányító   | Dubrovnik      | HC Dalmatinka Ploce    |
| 88 | Kristina Prkačin     | balátlövő  | Dubrovnik      | RK Podravka Koprivnica |